# Bahíyyih Khánum
Bahíyyih Khánum (1846 – Haifa, 15 luglio 1932) è stata la maggiore delle figlie di Bahá'u'lláh, il fondatore della religione bahai, e di Ásíyih Khánum.
Bahíyyih Khánum assieme alla poetessa Táhirih appartiene, nel mondo bahai, al gruppo di personaggi femminili che per la forza delle proprie idee, per le qualità personali e per i comportamenti attuati costituiscono un esempio per tutte le altre donne, non solo bahai.

## Tahirih
Tahirih, importante poetessa persiana del XIX secolo, si sacrificò per affermare i propri principi religiosi e per difendere la propria dignità di donna in un mondo e in un'epoca in cui il femminismo non solo era sconosciuto ma la sua sola idea costituiva scandalo socio-religioso.
Táhirih prima di essere uccisa, 1852, disse: Potete uccidermi quando volete, ma non potete fermare l'emancipazione delle donne.

## La più grande Foglia santa
Bahíyyih Khánum è considerata dai Bahai un'eroina della fede per avere servito e aiutato, per tutta la vita, prima Bahá'u'lláh e poi il fratello 'Abdu'l-Bahá in un periodo particolarmente difficile.
Svolse il proprio servizio con serenità e dolcezza nonostante le privazioni e le difficoltà a cui l'esilio e la prigionia sottoponevano lei e la sua famiglia.
Particolarmente cara al padre, Bahá'u'lláh, ebbe il titolo di la più grande Foglia santa. 

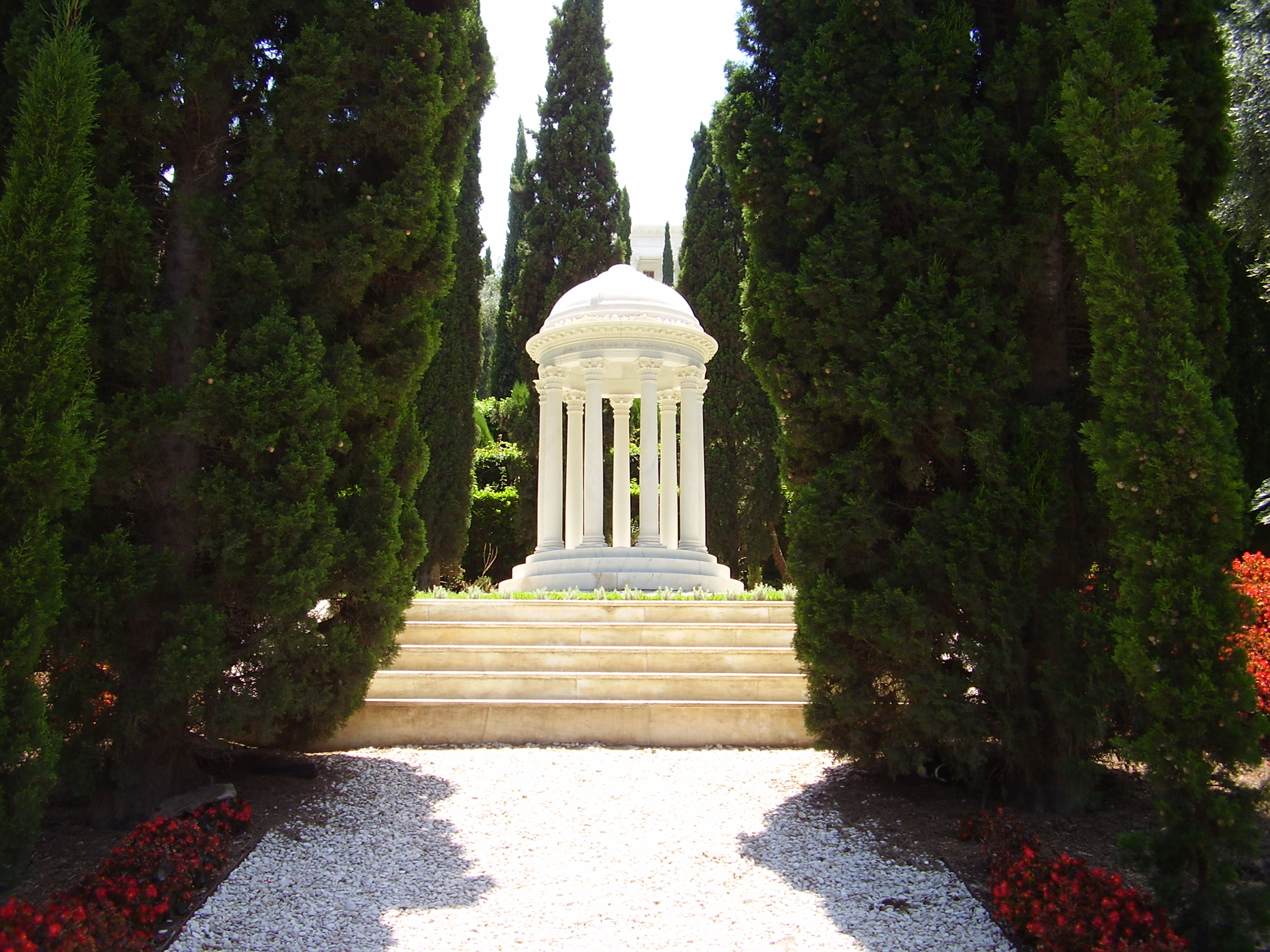
Sepolcro di Bahíyyih Khánum

Rimase sempre fedele ai successori di Bahá'u'lláh a cui diede ampio e sincero supporto.
Shoghi Effendi sentì particolarmente il suo aiuto quando, dopo essere succeduto a `Abdu'l-Bahá, dovette assentarsi dal Centro Mondiale Bahai di Haifa e la direzione della fede fu affidata a Bahíyyih Khánum.
Bahíyyih Khánum morì il 15 luglio 1932 a Haifa; fu sepolta nei giardini bahai sotto l'Arco Bahai sul Monte Carmelo.
A Lei fu dedicato il sepolcro monumentale che contiene le sue spoglie mortali nei giardini dell'Arco Bahai.